# Luca Moro (football)
Luca Moro, né le 25 janvier 2001 à Monselice, est un footballeur italien qui évolue au poste d'avant-centre à l'US Sassuolo.

## Biographie

### Carrière en club

#### Débuts à Padoue et premiers prêts
Né à Monselice dans la province de Padoue, Luca Moro est un pur produit du centre de formation du Calcio Padova, qu'il a rejoint très jeune après avoir fréquenté le club de Solesino. Il connait plusieurs prêtd en équipes de jeunes, au Torino et au Genoa, puis en tant que professionnel au SPAL en Serie B, championnat qu'il a déjà joué avec son club formateur en 2019,,,.

#### Révélation au Catania
C'est finalement au Catania, en Serie C, que Luca Moro va s'imposer comme un buteur prolifique,,. 
Dans une saison 2021-22 où le club historique sicilien est en faillite et frôle la disparition totale, Moro va attirer l'attention des clubs de l'élite italienne,, avec 18 buts en 17 matchs à la mi-saison — dont un doublé contre Palermo dans le derby de Sicile majeur (it) —, se concrétisant par une signature à l'US Sassuolo en janvier,.

#### Arrivée à Sassuolo et nouveau prêt
Après avoir terminé la saison en prêt à Catane (avec un arrêt précoce et une relégation administrative), le Sassuolo prête à nouveau le joueur à l'été 2022, cette fois au club de Serie B du Frosinone Calcio,.
Luca Moro fait ses débuts avec Frosinone le 7 août 2022, titularisé pour la rencontre de Coppa Italia contre Monza.
À la suite de la victoire contre le Genoa le 15 mai 2023, il est sacré champion d'Italie de deuxième division avec Frosinone,,, qui fait donc son retour en Serie A pour la saison 2023-24.

### Carrière en sélection
Luca Moro est international italien en équipes de jeunes, connaissant ses premières convocations avec les moins de 20 ans en 2021,.
Il est ensuite convoqué en sélection espoirs par Paolo Nicolato (it) à partir de l'automne 2022.

## Style de jeu
Luca Moro est décrit comme un numéro 9 classique, avec une forte présence physique, batailleur, alliant technique et sang-froid pour s'illustrer face au but,.
Avant-centre buteur, c'est néanmoins comme défenseur qu'il a commencé à jouer au tout début de sa formation, avant d'imposer son attraction vers la cage adverse,.
Il cite notamment Robert Lewandowski comme une de ses principales inspirations à son poste,.

## Palmarès
| Frosinone Calcio - Serie B (1) - Champion en 2022-23 |